# Juan F. Oldan
Juan F. Oldan war ein uruguayischer Politiker.
Oldan, der der Partido Nacional angehörte, hatte als Repräsentant des Departamento Florida in der 32. Legislaturperiode im Zeitraum vom 15. April 1941 bis zum 21. Februar 1942 ein Mandat als stellvertretender Abgeordneter in der Cámara de Representantes inne.